# David Tiva Kapu
Sir David Tiva Kapu est un prêtre anglican des Îles Salomon et le gouverneur général de cet État,,.

## Biographie
Kapu obtient sa maîtrise en théologie du Pacific Theological College (en). Sa thèse intitulée Qu'est-ce que l'Église a à voir avec l'État ? analyse le rôle des relations entre l'Église et l'État dans les îles Nggela, aux Îles Salomon, de 1932 à 2007.
Le révérend Kapu est le doyen des études du Collège théologique Bishop Patteson (en) à Kohimarama, dans les Îles Salomon.
Seul candidat, il est élu le 17 juin 2024 gouverneur général des Îles Salomon et reçoit l'assentiment du roi Charles III à sa nomination. Il prend ses fonctions le 7 juillet suivant, succédant à Sir David Vunagi.
Le 25 février 2025, il est fait chevalier grand-croix de l'ordre de Saint-Michel et Saint-Georges (GCMG) par le roi Charles III.